# Espagne au Concours Eurovision de la chanson 2021
L'Espagne est l'un des trente-neuf pays participants du Concours Eurovision de la chanson 2021, qui se déroule à Rotterdam aux Pays-Bas. Le pays est représenté par le chanteur Blas Cantó, sélectionné en interne par le diffuseur espagnol RTVE, et sa chanson  Voy a quedarme, sélectionnée lors de l'émission Destino Eurovision 2021. Le pays se classe 24e avec 6 points lors de la finale.

## Sélection
Le diffuseur espagnol RTVE annonce sa participation à l'Eurovision 2021 le 18 mars 2020, soit le jour même de l'annulation de l'édition 2020. Le pays confirme dès lors la reconduction de Blas Cantó comme représentant du pays. Le 29 décembre 2020, le diffuseur annonce la tenue de Destino Eurovision 2021 pour sélectionner la chanson.
Pour cette sélection, dix chansons ont été proposée aux chanteurs, parmi lesquelles deux sont sélectionnées pour être soumises au vote du public espagnol par télévote, SMS et sur Internet, du 10 au 20 février,.
| Ordre | Chanson        | Auteur(s)                                                       | Voix      | Place |
| ----- | -------------- | --------------------------------------------------------------- | --------- | ----- |
| 1     | Voy a quedarme | Blas Cantó, Leroy Sanchez, Daniel Ortega "Dángelo", Dan Hammond | 1 781 550 | 1     |
| 2     | Memoria        | Blas Cantó, Leroy Sanchez, Steve Daly, Oliver Som               | 1 290 526 | 2     |

Au terme de la soirée, c'est la chanson Voy a quedarme qui est désignée comme représentante de l'Espagne pour l'Eurovision 2021.

## À l'Eurovision
En tant que membre du Big Five l'Espagne est qualifiée d'office pour la finale du 22 mai 2021. Lors de celle-ci, le pays se classe 24e avec 6 points, tous de la part des jurys, le pays ne recevant aucun point du télévote, tout comme l'Allemagne, les Pays-Bas et le Royaume-Uni.